# Venus (Florida)
Venus is een gemeentevrij gebied in het zuidoosten van Highlands County in de Amerikaanse staat Florida.
Belangrijke industrieën in Venus zijn de citrus- en veeteelt. De gemeenschap heeft een geheel vrijwillige brandweer. Het beschikt ook over Camp Mars, een van de weinige homo-campings in de staat, en een winkel. Door de beschikbaarheid van 0,4 ha aan stacaravanplaatsen in de regio heeft Venus onlangs een groeiende, diverse bevolking aangetrokken.